# Relleno de carnaval
El relleno de carnaval se trata de un embutido elaborado y servido en las vísperas de la cocina de Cuaresma en el sur de la provincia de Jaén. Existen de la misma forma preparaciones similares en la provincia de Córdoba. A pesar de su contenido cárnico (por regla general de carne picada de cerdo y pavo) es tradicional prepararlo el domingo de piñata conocido en Jaén por las características de ayuno y abstinencia. Suele servirse caliente o frío.

## Características
Los elementos se suelen picar finamente. Se suelen componer principalmente de carne de cerdo y pavo, suele incluirse en la mezcla tocino (con un cierto sabor a rancia) y jamón serrano y chorizos de la orza. Todo este elemento se acompaña de ajo y perejil finamente picado, se le añade azafrán, clavo de olor, nuez moscada, pimienta y un cuajar (tripas para embutir). La mezcla se inserta en cuajar y posteriormente se cuece en agua hirviendo acompañado de un hueso, por el periodo de una hora aproximadamente. El caldo de la cocción suele aprovecharse debido a la substacia que posee. El relleno cocido se sirve como primer plato. Es frecuente que se sirva en lonchas y comerse frío como un fiambre. 